# Uspenka (Lugansk)
Uspenka (en ucraniano: Успенка; en ruso: Успенка) es un asentamiento urbano ucraniano perteneciente al óblast de Lugansk. Situado en el este del país, hasta 2020 era parte del raión de Lutúgine, pero hoy es parte del raión de Lugansk y del municipio (hromada) de Lutúgine. Sin embargo, según el sistema administrativo ruso que ocupa y controla la región, Uspenka sigue perteneciendo al raión de Lutúgine.
El asentamiento se encuentra ocupado por Rusia desde la guerra del Dombás, siendo administrada como parte de la de facto República Popular de Lugansk y luego ilegalmente integrada en Rusia como parte de la República Popular de Lugansk rusa.

## Geografía
Uspenka está a orillas del río Viljova, 4 km al suroeste de Lutúgine y 20 km al suroeste de Lugansk.

## Historia
El pueblo fue fundado como Viljova (en ucraniano: Вільхова, lit. 'alisos') en 1755, después de que un coronel recibiera una concesión de tierras del zar de Rusia y poblada por campesinos fugitivos de Yekaterinoslav y las provincias centrales de Rusia. El nombre "Uspenka" se estableció en los setenta años posteriores a la fundación del pueblo. La ciudad tiene una larga historia de minería de carbón, con la primera mina establecida en 1802. En 1870, se construyó una sección del ferrocarril Járkov-Volgogrado a 4 km del pueblo, lo que impulsó el desarrollo de la minería del carbón. En 1891, el alemán Schmidt, el francés Claude de Bouar y otros comenzaron a construir minas cerca del pueblo. En 1896, la sociedad anónima belga de altos hornos y fábricas comenzó la construcción de la fundición de hierro Oljovski; en 1900, la producción de la planta representó el 5,6% de todo el arrabio producido en el sur de Rusia.
En mayo de 1900, se llevaron a cabo huelgas masivas en las minas, para reprimirlas, se convocó a cien cosacos y un batallón de infantería: arrestaron a 32 personas, 25 de ellas fueron condenadas. Hubo muchas más huelgas desde 1905 y hasta la revolución rusa. A finales de abril de 1918, los alemanes capturaron Uspenka, pero se retiraron a finales de año y en su lugar llegó el Ejército Blanco. El 20 de enero de 1919, se estableció nuevamente el poder soviético hasta que el 27 de mayo, las tropas de Denikin volvieron a capturar el pueblo; a fines de diciembre, unidades del Ejército Rojo expulsaron a los blancos.
Se inició la restauración de minas y una planta de coque tras la guerra; para 1926, todas las minas fueron restauradas, incluidas las más grandes. En 1923, el pueblo se convirtió en un centro regional y Uspenka recibió el estatus de asentamiento urbano en 1938.
Durante la Segunda Guerra Mundial, los alemanes ocuparon Uspenka el 17 de julio de 1942 y 2.500 personas fueron enviadas a trabajar a Alemania. En este tiempo, hasta que fue liberado por el Ejército Rojo el 18 de febrero de 1943, se organizó un grupo partisano de 50 personas.
El 18 de febrero de 1943, unidades de la 14.ª División de Guardias, el teniente coronel V. V. Rusakov, liberaron el pueblo.
La población de Uspenka ha disminuido considerablemente con la decadencia de las industrias minera y del coque tras el agotamiento de sus recursos. Todavía hay una fábrica de coque en el pueblo que emplea a algunos residentes, pero muchos viajan a Lutúgine para trabajar. 
Desde 2014, Uspenka ha sido controlada por las fuerzas de la autoproclamada República Popular de Lugansk.

## Demografía
La evolución de la población de Uspenka entre 1859 y 2022 fue la siguiente:
| 2382                                                          | 2352 | 8330 | 12 555 | 9676 | 8974 | 8895 | 8633 | 8550 |
| (Fuente: Cities & Towns of Ukraine y UKRAINE: Größere Städte) |      |      |        |      |      |      |      |      |

Según el censo de 2001, la lengua materna de la mayoría de los habitantes, el 69,38%, es el ucraniano; del 29,7% es el ruso.